# SHORT CIRCUIT II
『SHORT CIRCUIT II』（ショート・サーキット・ツー）は、I'veの2枚目のコンセプト・アルバム。2007年6月22日にファクトリーレコーズから発売された。イラストは菊池政治。コンセプト・アルバムの第2弾となる。

## 概要・来歴
キャッチコピーは「電波（デジ）革命音戦士 第II章!!!」。今回も販売ルートが「CD流通ルート」ではなく「PC流通ルート」での販売になったので、全国のパソコンソフト販売店での発売。ただし、一部音楽CD販売店舗でも手に入る。
- 2007年5月11日 - 全国のパソコンソフト販売店舗で「SHORT CIRCUIT II」の予約が開始。
- 2007年6月11日 - I'veのオフィシャルホームページでは収録曲の「ねぇ、…しようよっ!」「Princess Bride!」「アナタだけのAngle☆」「Double HarmoniZe Shock!」「↑青春ロケット↑ -SHORT CIRCUIT II EDIT-」の試聴が可能になった。現在は終了。
- 2007年6月22日 - 「SHORT CIRCUIT II」発売。
- 2007年6月27日 - 「SHORT CIRCUIT II 発売記念トーク&握手会」の参加の応募が終了。
- 2007年7月2日付けオリコンアルバム週間ランキング初登場25位を記録。
- 2007年7月14日-2007年7月16日 - 「SHORT CIRCUIT II」発売記念トーク＆握手会が大阪・名古屋・東京で開催。
- 2007年7月21日 - 限定ライブ「SHORT CIRCUIT II Premium Show IN TOKYO」を開催。（後述）
- 2007年12月29日-2007年12月31日 - 「SHORT CIRCUIT II Premium Show IN TOKYO」のライブを収めたDVDがコミックマーケット73のビジュアルアーツブース内にて発売。
- 2008年7月19日 - 限定ライブ「SHORT CIRCUIT II Premium Show IN TAIWAN」を開催。

## 収録曲

### CD TRACK
1. ねぇ、…しようよっ!
歌：KOTOKO
作詞：KOTOKO、作曲・編曲：中沢伴行
2. ↑青春ロケット↑
歌：KOTOKO
作詞：KOTOKO、作曲：井内舞子、編曲：井内舞子・Rich
3. Princess Bride!
歌：KOTOKO
作詞：うつろあくた、作曲：KOTOKO、編曲：SORMA
4. ナイショ☆Naiしょ
歌：詩月カオリ
作詞：KOTOKO、作曲・編曲：C.G mix
5. 新しい恋のかたち -SHORT CIRCUIT II EDIT-
歌：KOTOKO
作詞：魁、作曲：F-ACE、編曲：C.G mix
6. Mighty Heart 〜ある日のケンカ、いつもの恋心〜
歌：KOTOKO
作詞・作曲：KOTOKO、編曲：羽越実有
7. はじめまして、恋。
歌：KOTOKO
作詞：KOTOKO、作曲・編曲：高瀬一矢
8. 乙女心＋√ネコミミ＝∞
歌：KOTOKO & 島みやえい子
作詞：KOTOKO、作曲・編曲：中沢伴行
9. きゅるるんKissでジャンボ♪♪
歌：KOTOKO
作詞：KOTOKO、作曲・編曲：C.G mix
10. アナタだけのAngel☆
歌：詩月カオリ
作詞：詩月カオリ・KOTOKO、作曲・編曲：C.G mix
11. Princess Brave!
歌：KOTOKO
作詞：うつろあくた、作曲：中沢伴行、編曲：中沢伴行・尾崎武士
12. I'm home
歌：詩月カオリ
作詞：KOTOKO、作曲・編曲：高瀬一矢
萌えソングを離れたバラード調の曲。
詩月カオリのメジャーデビューシングル「Shining stars bless☆」のカップリングにはこの楽曲の「unplugged」バージョンとして収録されている。
13. めぃぷるシロップ
歌：KOTOKO
作詞：KOTOKO、作曲・編曲：C.G mix
14. Double HarmoniZe Shock!!
歌：KOTOKO to 詩月カオリ
作詞：KOTOKO、作曲・編曲：高瀬一矢

### DVD TRACK
1. ↑青春ロケット↑ -SHORT CIRCUIT II EDIT-
歌：KOTOKO to 詩月カオリ
作詞：KOTOKO、作曲：井内舞子、編曲：井内舞子・Rich

## タイアップ
| 曲名                                          | タイアップ                                                                                  |
| --------------------------------------------- | ------------------------------------------------------------------------------------------- |
| ねぇ、…しようよっ!                            | PCゲーム『姉、ちゃんとしようよっ!2』主題歌 OVA『姉、ちゃんとしようよっ!』エンディングテーマ |
| ↑青春ロケット↑                                | PCゲーム『すぺーす☆とらぶる』主題歌                                                         |
| Princess Bride                                | PCゲーム『Princess Bride』オープニングテーマ                                                |
| ナイショ☆Naiしょ                              | PCゲーム『ないしょのティンティンたいむ』主題歌                                              |
| 新しい恋のかたち                              | PCゲーム『Ribbon2』オープニングテーマ（原曲歌唱：Y.AKI）                                    |
| Mighty Heart 〜ある日のケンカ、いつもの恋心〜 | PCゲーム『つよきす』・『つよきす Full Edition』オープニングテーマ                           |
| はじめまして、恋。                            | PCゲーム『淫妹BABY』主題歌                                                                  |
| 乙女心＋√ネコミミ＝∞                          | PCゲーム『王立ネコミミ学園 〜あなたのための発情期♪〜』主題歌                                |
| きゅるるんKissでジャンボ♪♪                    | PCゲーム『カラフルハート 〜12コのきゅるるん♪〜』オープニングテーマ                          |
| アナタだけのAngel☆                            | PCゲーム『あねいも2 〜Second Stage〜』主題歌                                                |
| Princess Brave                                | PCゲーム『Princess Brave 雀卓の騎士』オープニングテーマ                                     |

## リリース履歴
| # | 発売日        | リリース                                | 規格            | 品番               | 備考                                                                               |
| - | ------------- | --------------------------------------- | --------------- | ------------------ | ---------------------------------------------------------------------------------- |
| 1 | 2007年6月22日 | ファクトリーレコーズ / ビジュアルアーツ | CD-DA DVDビデオ | ICD-66014 IVDV-701 |                                                                                    |
| 2 | 2024年12月4日 | 狼工房                                  | LP 2枚組        | CHPY-1045          | SHORT CIRCUIT LP盤と同時発売。 トラック1～8が1枚目、9～14が2枚目に収録されている。 |

## 発売記念イベント
「SHORT CIRCUIT II」に同封されていたハガキに記入事項を書いて応募すると「SHORT CIRCUIT II発売記念トーク&握手会」に抽選で参加ができた。開催場所は7月14日が「大阪・TBホール」、7月15日が「名古屋・スペースD」、7月16日が「東京・発明会館ホール」の計3箇所。すべての公演時間は14:00会場、14:30開演となった。

## 限定ライブ
- 2007年7月21日に東京・新木場STUDIO COASTにて一夜限りの限定ライブ「SHORT CIRCUIT II Premium Show IN TOKYO」を開催。出演者は「KOTOKO」と「詩月カオリ」の2名。公演時間は17:00開場、18:00開演となった。このライブは「発売記念イベント」とは違う有料ライブのため、「SHORT CIRCUIT II」に同封されているハガキの応募と参加資格は無関係であった。
- 2007年12月29日から2007年12月31日に東京国際展示場で開催されるコミックマーケットC73のビジュアルアーツブースにて「SHORT CIRCUIT II Premium Show IN TOKYO」の内容を収めたライブDVDが発売された。（アルバム『I've MANIA Tracks Vol.I』とセットで発売され価格は5000円。）
- 2008年7月19日に「台湾芸術大学」にて「SHORT CIRCUIT II Premium Show IN TAIWAN」を開催。出演はKOTOKO・詩月カオリの2名。